# Storflatatjärnen
Storflatatjärnen är en sjö i Lycksele kommun i Lappland och ingår i Umeälvens huvudavrinningsområde. Sjön har en area på 0,0356 kvadratkilometer och ligger 265 meter över havet.

## Delavrinningsområde
Storflatatjärnen ingår i det delavrinningsområde (719795-165209) som SMHI kallar för Inloppet i Stor-Nackträsket. Medelhöjden är 301 meter över havet och ytan är 25,61 kvadratkilometer. Det finns ett avrinningsområde uppströms, och räknas det in blir den ackumulerade arean 40,08 kvadratkilometer. Nackbäcken som avvattnar avrinningsområdet har biflödesordning 3, vilket innebär att vattnet flödar genom totalt 3 vattendrag innan det når havet efter 181 kilometer. Avrinningsområdet består mestadels av skog (68 procent) och sankmarker (19 procent). Avrinningsområdet har 0,86 kvadratkilometer vattenytor vilket ger det en sjöprocent på 3,4 procent.